# Korpsaari (ö i Södra Savolax)
Korpsaari är en ö i Finland. Den ligger i sjön Riitasenjärvi och i kommunen Nyslott i  landskapet Södra Savolax, i den sydöstra delen av landet, 290 km nordost om huvudstaden Helsingfors. Öns area är 2 hektar och dess största längd är 260 meter i öst-västlig riktning.